# 郭相彥
郭相彥（韓語：곽상언，1971年11月18日出生）是一位韓國政治家和律師，現任國會議員。他以前總統盧武鉉的女婿而聞名。
郭相彥於2001年通過司法考試後成為律師。他對公益訴訟活動非常感興趣，例如他從2012年到2023年對韓國電力公司提起的訴訟。
2019年8月，他宣布進入政界，雖在2020年大選中失利，但在擔任韓國民主研究院副院長期間獲得了政治經驗。2024年4月，他在鍾路選區擊敗國民力量黨候選人崔在亨，當選國會議員。鍾路區經常被稱為「政治的第一選區」。

## 个人背景
郭相彥於1971年11月18日出生於首爾。2001年通過司法考試，完成了為期三年的司法研究與培訓所課程，並自2004年1月起在律師事務所擔任律師。他於2003年2月與當選總統盧武鉉的女兒盧靜妍結婚，並於2004年8月生了一個女兒。 
2005年左右在美國進修後，郭相彥返回韓國並開設了私人律師事務所。2009年，他與盧武鉉家族一起被檢方調查。前總統盧武鉉於當年5月去世後，他一段時間沒有出現在媒體上。

## 律师活动

### 針對韓國電力公司的訴訟
郭相彥於2014年對韓國電力公司提起集體訴訟，指出住宅電價系統的不公平性。當時，僅住宅電力適用11.7倍的累進費率制度引發了爭議。參與訴訟的消費者要求每人退還100萬韓元，質疑消費者在支付電費時無法審查條款以及韓國電力公司以過低價格出售工業電力造成損失的問題。

## 政治生涯
郭相彥於2020年1月加入共同民主黨。他與韓國自立中心協會前會長成南現競爭，角逐北忠清道的報恩·玉泉·永同·槐山選區提名。在初選中獲勝後，與未來統合黨候選人朴德谦對壘，但以41.44%的得票率落敗。
他於2024年參選鍾路選區，在第二次挑戰中擊敗國民力量黨候選人崔在亨，當選國會議員。